# 2021년 전국장애인체육대회

제41회 전국장애인체육대회는 2021년 10월 20일부터 10월 25일까지 대한민국 경상북도 일원에서 열리는 대회이다. 2020년에는 대회가 열리지 않았으나 대회 규정 제3조에 따라 2021년 대회를 제41회 대회로 명명하였다. 관련 행사인 제102회 전국체육대회와 형제대회로 치러진다. 코로나19 범유행으로 인하여 모든 경기가 무관중으로 개최되었으며, 개막식은 성화점화식으로 축소되고 폐막식은 취소되었다.

## 개요
- 대회명칭 : 제41회 전국장애인체육대회
- 개최기간 : 2021년 10월 20일 ~ 2021년 10월 25일
- 개최지 : 경상북도 구미시를 중심으로 한 12개 시,군
- 구호 : 새로운 경상북도! 행복한 대한민국!
- 참가인원 : 8,165명
  - 선수: 선수부 4,213명, 동호인부 1,461명, 비장애인선수 182명
  - 임원 및 관계자: 2,309명 (단장, 부단장, 총감독, 감독, 코치, 인솔코치, 임원, 보호자, 수어통역사, 로더)
- 참가장애 : 지체장애, 시각장애, 지적(발달)장애, 청각장애, 뇌병변장애
- 종별: 선수부(Elite Division), 동호인부(Club Division)
- 마스코트 : 새롬이, 행복이[3]

## 종목
제41회 전국장애인체육대회의 종목은 다음과 같다.
선수부
| - 골볼 - 골프 - 농구 - 당구 - 댄스스포츠 - 론볼 - 배구 - 배드민턴 - 보치아 | - 볼링 - 사격 - 사이클 - 수영 - 양궁 - 역도 - 요트 - 유도 - 육상 | - 조정 - 축구 - 카누 - 탁구 - 태권도 - 트라이애슬론 - 펜싱 - 휠체어럭비 - 휠체어테니스 |

동호인부
| - 게이트볼 - 골프 - 농구 - 당구 - 댄스스포츠 - 론볼 | - 배드민턴 - 볼링 - 사이클 - 수영 - 역도 - 육상 | - 조정 - 축구 - 탁구 - 휠체어럭비 - 슐런 (시범) - 쇼다운 (시범) |

## 경기장
- 경기장 안내

| 종목         | 세부종목 | 종별                       | 소재지     | 경기장                       |
| ------------ | -------- | -------------------------- | ---------- | ---------------------------- |
| 게이트볼     |          | 지체/시각/지적/청각/뇌병변 | 의성군     | 의성군 전천후 게이트볼장     |
| 골볼         |          | 시각                       | 포항시     | 오천체육문화타운(포은체육관) |
| 골프         | 파크     | 지체                       | 구미시     | 구미장애인파크골프장         |
| 농구         |          | 지적/지체                  | 상주시     | 상주시 실내체육관 신관       |
| 당구         |          | 지체/청각                  | 경주시     | 경주 실내체육관              |
| 댄스스포츠   |          | 지체/시각/청각/뇌병변      | 구미시     | 박정희체육관                 |
| 론볼         |          | 지체/뇌병변                | 안동시     | 안동재활원 론볼경기장        |
| 배구         |          | 지체                       | 경산시     | 대구 가톨릭대학교 체육관     |
| 배드민턴     |          | 지체/지적/청각/뇌병변      | 포항시     | 포항 포스코한마당체육관      |
| 보치아       |          | 지체/뇌병변                | 안동시     | 안동체육관                   |
| 볼링         |          | 지체/시각/지적/청각/뇌병변 | 구미시     | 구미시 복합 스포츠센터       |
| 사격         |          | 지체/청각                  | 대구광역시 | 대구국제사격장               |
| 사이클       | 도로     | 지체/시각/지적/청각/뇌병변 | 구미시     | 구미 산동농공단지 일대(예정) |
| 사이클       | 트랙     | 지체/시각/지적/청각/뇌병변 | 영주시     | 영주경륜훈련원               |
| 수영         |          | 지체/시각/지적/청각/뇌병변 | 김천시     | 김천실내수영장               |
| 양궁         |          | 지체                       | 예천군     | 예천진호국제양궁장           |
| 역도         |          | 지체/시각/지적/청각        | 포항시     | 만인당 체육관                |
| 요트         |          | 지체                       | 울진군     | 후포요트경기장               |
| 유도         |          | 시각/청각                  | 안동시     | 안동초등학교 체육관          |
| 육상         |          | 지체/시작/지적/청각/뇌병변 | 구미시     | 구미시민운동장               |
| 조정         | 수상     | 지체/시각/지적             | 경산시     | 대구대학교 문천지            |
| 조정         | 실내     | 지체/시각/지적             | 경산시     | 대구대학교 수상정고          |
| 축구         |          | 지적/청각/시각/뇌병변      | 경주시     | 경주축구공원 1~4구장         |
| 축구         |          | 뇌성마비                   | 경주시     | 경주시민운동장               |
| 카누         |          | 지체                       | 안동시     | 안동 낙동강 일원             |
| 탁구         |          | 지체/시각/지적/청각/뇌병변 | 문경시     | 문경실내체육관               |
| 태권도       |          | 청각                       | 문경시     | 국군체육부대 선승관          |
| 테니스       |          | 지체                       | 구미시     | 금오테니스장                 |
| 트라이애슬론 |          | 지체                       | 경주시     | 경주보문단지일원             |
| 펜싱         |          | 지체                       | 구미시     | 예스구미스포츠파크           |
| 휠체어럭비   |          | 지체                       | 구미시     | 구미코 전시장                |

## 종합순위
개최지
| 순위 | 지역           | 점수         | 금  | 은  | 동  | 합계 |
| 1    | 경기도         | 213,579.23   | 129 | 103 | 121 | 353  |
| 2    | 서울특별시     | 169,540.66   | 96  | 99  | 111 | 306  |
| 3    | 경상북도       | 150,098.95   | 57  | 57  | 92  | 206  |
| 4    | 충청북도       | 133,654.70   | 84  | 68  | 81  | 233  |
| 5    | 부산광역시     | 112,149.15   | 70  | 71  | 72  | 213  |
| 6    | 충청남도       | 110,464.20   | 42  | 58  | 52  | 152  |
| 7    | 광주광역시     | 108,531.20   | 59  | 57  | 54  | 170  |
| 8    | 대구광역시     | 95,187.10    | 33  | 50  | 58  | 141  |
| 9    | 울산광역시     | 88,637.10    | 75  | 55  | 53  | 183  |
| 10   | 전라남도       | 86,089.00    | 26  | 52  | 39  | 117  |
| 11   | 대전광역시     | 85,683.30    | 48  | 44  | 39  | 131  |
| 12   | 전라북도       | 79,251.48    | 36  | 39  | 42  | 117  |
| 13   | 경상남도       | 74,020.50    | 35  | 33  | 54  | 122  |
| 14   | 인천광역시     | 69,761.20    | 31  | 40  | 49  | 120  |
| 15   | 강원도         | 62,642.80    | 35  | 30  | 35  | 100  |
| 16   | 제주특별자치도 | 42,629.40    | 19  | 21  | 31  | 71   |
| 17   | 세종특별자치시 | 8,947.40     | 6   | 4   | 5   | 15   |
| 총계 | 총계           | 1,690,867.37 | 881 | 881 | 988 | 2750 |

## 최우수 선수상
- 윤지유 (경기도, 탁구): 3관왕[5]

## 같이 보기
- 2021년 전국체육대회
- 전국장애인체육대회